# 大樹孝啓
大樹 孝啓（おおき こうけい、1924年〈大正13年〉6月23日 - ）は、日本の天台宗の僧侶。圓教寺第140世長吏。第258世天台座主。比叡山宝珠院の大樹徧謙(幕末から明治期)は、祖父大樹徧誠の師。

## 生涯
1924年（大正13年）、兵庫県飾磨郡曽左村書写（現在の姫路市書写）に生まれる。旧制大正大学予科を終了した。
1943年（昭和18年）、出家し、圓教寺塔頭仙岳院で得度した。
1944年（昭和19年）、滋賀海軍航空隊入隊。
1945年（昭和20年）、置塩山法界寺住職に就任した。
1948年（昭和23年）、姫路市の小学校教師となり、1965年（昭和40年）3月まで17年間務めた。この間、1962年（昭和37年）には得度を受けた仙岳院の住職に就任した。
1980年（昭和55年）、圓教寺執事長に任じられ、1984年（昭和59年）、同寺第140世長吏に就任した。
1996年（平成8年）、大僧正に補任された。同年、天台宗審理局局長に就任し、2000年（平成12年）まで5年間務めた。この間、1999年（平成11年）には戸津説法を勤めた。
2010年（平成22年）、探題職に任じられた。
2015年（平成27年）、次席探題森川宏映が座主に就任したことに伴い、次席探題に任じられた。
2016年（平成28年）2月1日、それまで会長であった森川座主の後継として一隅を照らす運動会長に就任した。
2021年（令和3年）11月22日、森川座主が遷化したことに伴い、同日97歳で天台座主に就任した。現存する史料を基にすると、歴代最高齢での就任であり、兵庫県の寺院の住職経験者が天台座主に就任するのは史上初のことである。またこの就任に伴い、会長を務めていた「一隅を照らす運動」の総裁に就任した。
2022年（令和4年）5月31日、伝燈相承式に臨んだ。
2024年（令和6年）、満100歳を迎えた。満年齢で100歳を迎えたの座主は史上初とされる（数え年の100歳は山田恵諦の例がある）。
2025年（令和7年）1月10日、高齢などによる体調不良を理由に2月1日付で座主を退任することが発表された。

## 家族
- 祖父：大樹徧誠 - 圓教寺末寺の置塩山法界寺住職。大津市大津市堅田和邇の西澤彰家の出身。幼くして比叡山宝珠院徧謙の弟子となり登叡。西澤姓であったが維新後徧謙が大樹姓を名乗り、他の弟子共々大樹姓となった。
- 父親：大樹承算 - 圓教寺第138世長吏。
- 叔父：丸山俊誠 - 浄土宗増上山潮泉寺住職(文京区本駒込)、承算の実弟。俊誠の子で従弟の博正(故人)は大正大学教授。
- 息子：大樹玄承 - 圓教寺第141世長吏。
- 甥　：西池季久 - 菅大臣神社宮司(京都市下京区仏光寺通)

### 新聞記事
- 『天台ジャーナル』2021年12月1日。

### ウェブサイト
- 一隅を照らす会長就任 - ウェイバックマシン（2022年6月17日アーカイブ分） - “一隅を照らす理事会の開催” (2016年2月2日). 2022年6月18日閲覧。
- 一隅を照らす総裁就任 - ウェイバックマシン（2022年6月17日アーカイブ分） - “一隅を照らす運動総裁就任” (2021年11月22日). 2022年6月18日閲覧。
- 根本中堂で伝燈相承式 - ウェイバックマシン（2022年6月17日アーカイブ分） - “伝燈相承式叡山で就任披露” (2022年5月31日). 2022年6月18日閲覧。
- 天台宗務庁での初会見 - ウェイバックマシン（2022年6月17日アーカイブ分） - “歴代最高齢天台座主が抱負” (2022年6月8日). 2022年6月18日閲覧。

| 宗教の称号     | 宗教の称号                                  | 宗教の称号      |
| -------------- | ------------------------------------------- | --------------- |
| 先代 森川宏映  | 次席探題 2015年 - 2021年                    | 次代 叡南覺範   |
| 139世 東野貫秀 | 圓教寺長吏 140世：1984年 - 2021年           | 141世 大樹玄承  |
| その他の役職   |                                             |                 |
| 第8代 森川宏映 | 一隅を照らす運動会長 第9代：2016年 - 2022年 | 第10代 叡南覺範 |